# Groß Lindow
Groß Lindow (letteralmente: «Lindow grande») è un comune di 1 717 abitanti del Brandeburgo, in Germania.

Appartiene al circondario dell'Oder-Sprea ed è amministrato dall'Amt Brieskow-Finkenheerd.

## Geografia antropica

### Suddivisioni amministrative
Il territorio comunale comprende 3 zone (Ortsteil), corrispondenti al centro abitato di Groß Lindow e a 2 frazioni:
- Groß Lindow (centro abitato)
- Schlaubehammer
- Weißenspring[senza fonte]